# Stromness (Écosse)
Pour les articles homonymes, voir Stromness.
Stromness est, avec 2 190 habitants, la deuxième ville de l'archipel des Orcades en Écosse pour ce qui est de la population. Elle est située au sud-ouest de Mainland, l'île principale de l'archipel.

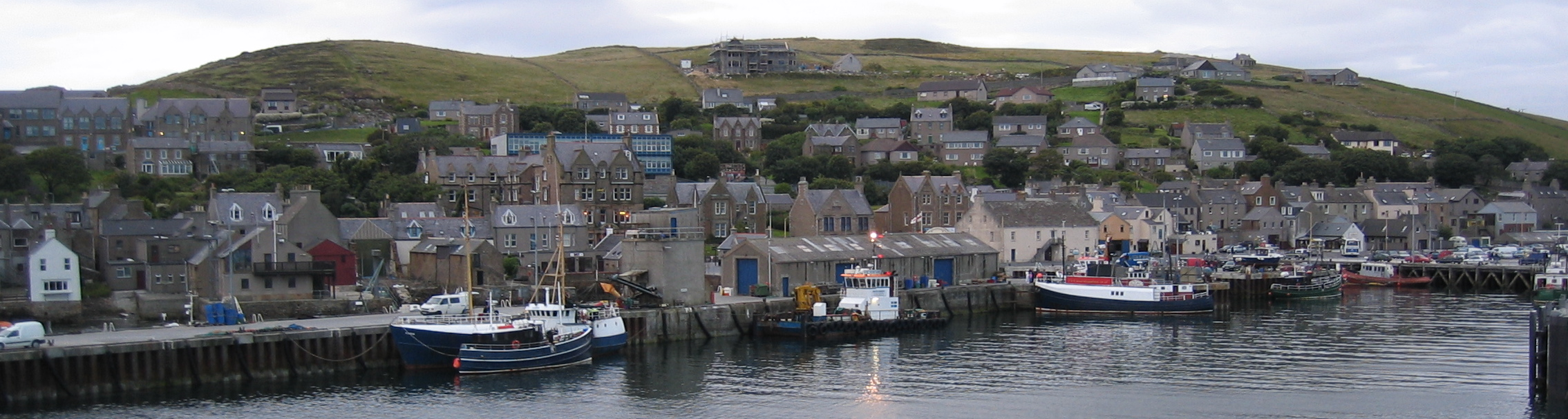
Port de Stromness